# Ибадоглу, Губад
Губад Ибадоглу (азерб. Qubad İbadoğlu; род. 12 сентября 1971, Ашагы-Гюзляк, Физулинский район) — азербайджанский учёный, правозащитник и политический активист, который с 2021 года является научным сотрудником в Лондонской школе экономики. В 2023 году он должен был начать работать в Техническом университете Дрездена, но 23 июля 2023 года его арестовали в Азербайджане, и он оставался под стражей до 22 апреля 2024 года. Международное сообщество и многие негосударственные организации осудили его арест как произвольный и политически мотивированный.

## Биография

### Академическая карьера
Губад Ибадоглу в 2000 году получил степень доктора экономических наук в Азербайджанском государственном университете экономики.
В течение своей карьеры в 1999/2000 годах он работал исследователем в Варшавской экономической школе, в 2004/2005 годах в Центрально-европейском университете, в 2008/2009 годах в Университете Северной Каролины в Чапел Хилл. В 2015/2016 годах являлся профессором по программе Фулбрайт в Дюкском Университете. Исследователь в Институте перспективных исследований в Принстоне в 2017/2018 годах и в Ратгерском Университете с 2018 по 2021 год. Помимо преподавательской деятельности, он также проводил лекции в различных университетах, например в университете Оксфорда.

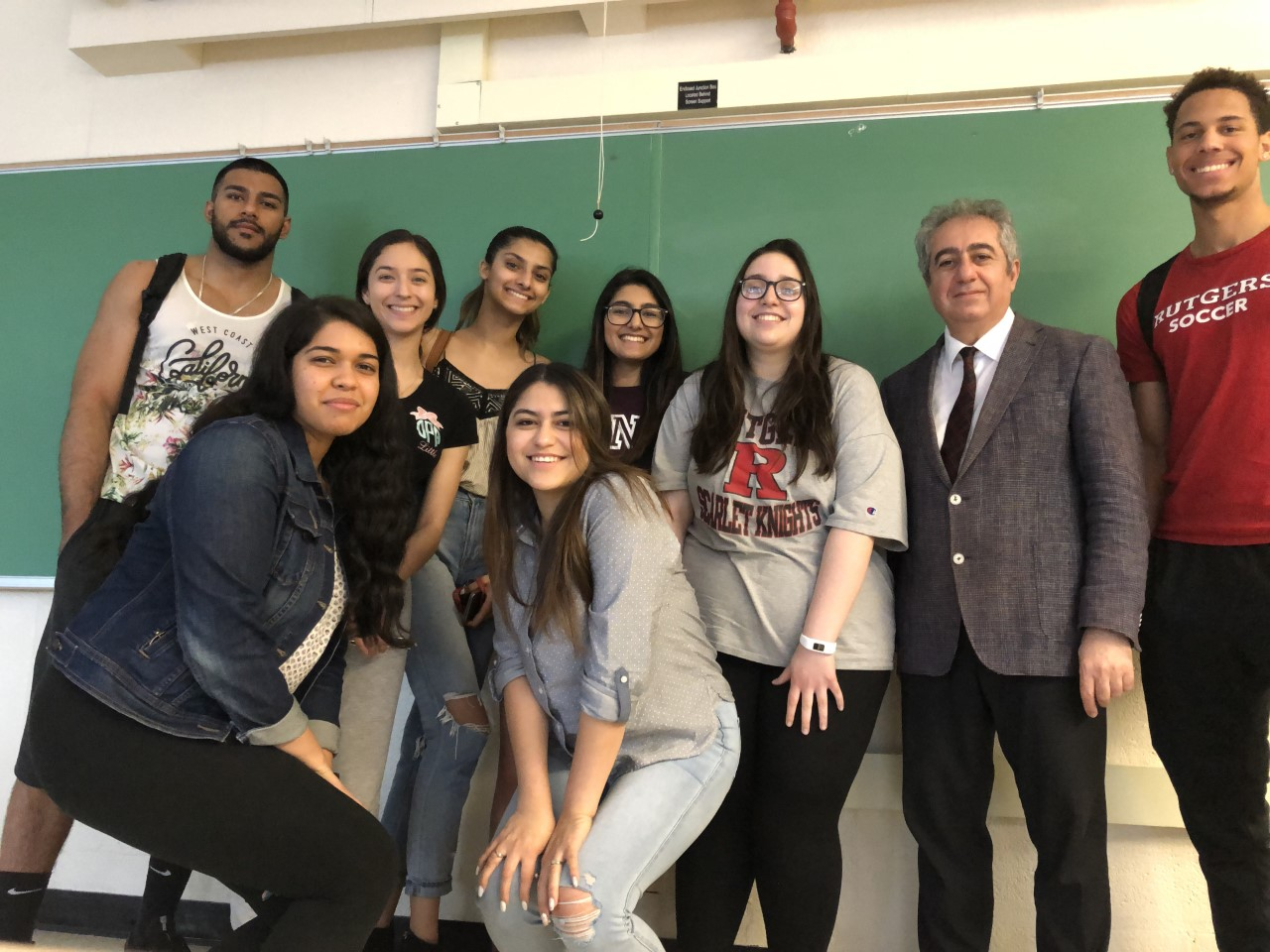
Губад Ибадоглу со своими студентами в Ратгерском Университете.

Губад Ибадоглу с 2015 года является стипендиатом Национального фонда Демократии Рейгана-Фасцелла, и в этой позиции он исследует экономический спад на Кавказе, коллективное управление, богатство природных ресурсов и содействие демократии. Помимо этого, в 2018 году Ибадоглу являлся стипендиатом Пражского гражданского общества, где он исследовал коррупцию в Азербайджане и анализировал отмывание денег в этой стране. Работа Ибадоглу во многом была посвящена анализу роста и распространения коррупции в Азербайджане и других постсоветских странах, и связи коррупции с тем, что экспортные доходы сильно зависят от нефти и газа. Писал статьи и отчеты о недостатке экономической прозрачности, финансовой ответственности, и дисфункциональных экономических моделях, внедренных властями отрасли добывающей промышленности в регионе.
Опубликовал более двадцати книг в области политики природных ресурсов и управления доходами. Уделял внимание вопросам хорошего управления (англ. good governance) и «нефтяного авторитаризма», альтернативной энергии, а также анализировал то, как доходы от нефти и газа развивают коррупцию и авторитаризм в постсоветских странах. Его внимание в основном сосредоточено на последствиях использования природных ресурсов в регионах Каспийского моря, включая Азербайджан, Казахстан и Россию.
Опубликовал исследования о влиянии пандемии COVID-19 и второй войны в Карабахе на принятие политических решений в Азербайджане.
В обширной статье, опубликованной в журнале «Resources Policy», Ибадоглу аргументировал, что, основываясь на эмпирических данных, «гипотеза о нефти, мешающей демократии, справедлива для нефтяных наций постсоветского пространства». Статья сосредотачивается на нескольких богатых природными ресурсами странах, включая Азербайджан.
Опубликовал несколько статей, сосредотачиваясь на сделке ЕС по нефти и газу, где предупреждал о недостоверных данных Азербайджана относительно нефти и особенно газа. Ибадоглу также отмечал, что газ будет вместо Азербайджана поставляться из источников России и Туркменистана, и если сделка будет продолжена, права человека в Азербайджане будут уничтожены.

### Деятельность в области гражданских прав
Работал в Центре экономических исследований, расположенном в Баку, и являлся членом рабочего комитета гражданского общества Форума Восточного партнерства ЕС (2011—2012) в качестве одного из учредителей, а также с 2013 по 2019 годы представителем гражданского общества в Международном совете по инициативе прозрачности деятельности в сфере добывающих отраслей (Extractive Industries Transparency Initiative, EITI).
Продолжает сотрудничать с Форумом гражданского общества Восточного партнерства по ряду вопросов и в течение многих лет вносил вклад в индекс Восточного партнерства. Являлся членом рабочего комитета Черноморского Форума НПО, членом Стратегической советской группы в международной коалиции «Publish What You Pay» (PWYP). Является членом Совета по консультациям в области карьерного развития Центральной Азии и Востока (CAREC Think Tank Network), председателем правления Азербайджанского союза исследовательских центров (ATTA), членом рабочих групп по вопросам «Большой коррупции и захвата государства» и «Восстановление украденных активов» при коалиции ООН по реализации конвенции ООН против коррупции и местным экспертом в Сети по борьбе с коррупцией в Восточной Европе и Центральной Азии по Плану действий по борьбе с коррупцией в Стамбуле (IAP) в рамках 5-го раунда мониторинга ОЭСР.
Проводил исследования для UNICEF, Всемирного банка, Oxfam GB, Фонда открытого общества (OSF), ЕС, GIZ, USAID, UNDP, ОБСЕ, NRGİ, OSI и Азиатского банка развития.
В 2019 году из-за своей активной гражданской деятельности был уволен из Азербайджанского государственного университета экономики. В университете работал в должности доцента до 2014 года и продолжал сотрудничать с университетом удаленно до 2019 года.
С февраля 2013 года по февраль 2016 года являлся руководителем исследовательской группы в рамках проекта USAID и Transparency International по Азербайджану под названием «Партнерство за прозрачность». С декабря 2015 года по январь 2016 года также работал в качестве международного консультанта в проектах Всемирного банка, а также с января 2014 года по май 2015 года в Кыргызстане в проектах USAID и UNDP. С июля 2012 года по апрель 2014 года Ибаодглу был исследователем в рамках проекта, финансируемого ЕС, под названием «Эффективная система контроля за общественными финансами (PFC)». Он также является одним из комментаторов отчетов МВФ по статье 4 об Азербайджане, представлял отчеты на заседаниях Всемирного банка, ЕБРР и собраниях МВФ относительно ситуации в гражданском обществе Азербайджана.
Репрессии в отношении некоммерческих организаций (НКО) в Азербайджане начались в середине 2012 года, и многие НКО решили протестовать против действий азербайджанского правительства. 17 декабря 2013 года Губад Ибадоглу организовал протест у здания администрации президента и представил заявление от гражданского общества. В августе 2014 года в рамках расследования деятельности международных доноров и их грантодержателей власти заморозили банковские счета Центра экономических исследований (ЦЭИ) и его директора Губада Ибадоглу.
Отказ правительства зарегистрировать грант, полученный ЦЭИ в 2014 году, парализовал работу организации. Ибадоглу рассказал Human Rights Watch, что он дважды пытался зарегистрировать грант, но Министерство юстиции отказалось, заявив, что требование из грантового контракта — возврат неиспользованных средств гранта донору — не соответствует законодательству Азербайджана.
Однако, правительство также не разрешило вернуть грант, и начало уголовное расследование против Губада Ибадоглу и ЦЭИ по обвинениям в неуплате налогов. Штраф за неуплату налогов представлял собой дополнительную угрозу для ЦЭИ и самого Ибадоглу в качестве директора ERC. Этот штраф мог бы быть основанием для приговора о лишении свободы на срок от двух до семи лет. Поэтому Ибадоглу с января 2015 года был вынужден находиться в изгнании. Являлся членом Консорциума Нового университета в изгнании.
16 февраля 2023 года Европейский суд по правам человека в деле «Имранова и другие против Азербайджана» признал нарушение статьи 1 gротокола № 1 в связи с замораживанием банковского счета Губада Ибадоглу и ERC, заявление № 74254/14 и 74299/14. 23 февраля 2023 года в деле «Байрамов и Иманов против Азербайджана» ЕСПЧ признал, что недопущение Губада Ибадоглу до регистрации Общественного инициативного центра, другой НКО, занимавшейся гражданскими правами, является нарушением статьи 11, заявление № 79522/13.
Губад Ибадоглу является одним из докладчиков для Всемирного банка, ЕБРР и других банков, предоставляющих кредиты Азербайджану. Различные банки полагаются на его мнение относительно экономики Азербайджана и предоставления Азербайджану кредитов. В 2023 году Ильхам Алиев сделал публичное заявление об Ибадоглу, говоря: «Так называемые экономические эксперты, которые кукарекают из-за границы и внутри страны, откройте широко глаза и держите свои ротовые ловушки закрытыми!».
С 2001 по 2011 год Ибадоглу опубликовал отчет о таможенной службе Азербайджана, который подтвердил, что в страну незаконно, без государственной регистрации и уплаты налогов и пошлин в бюджет были ввезены товары на сумму 11 миллиардов долларов США.
Независимые СМИ Азербайджана полагается на критику и анализ коррупции в Азербайджане, проводимую Ибадоглу. Ибадоглу анализировал и предоставлял доклад о коррупции и растрате в Нагорном Карабахе, подтверждая бизнес-связи семьи Алиева и Эрдогана. Ибадоглу критиковал азербайджанское правительство и официальные органы и министерства за отмывание денег, коррупцию, растрату, эксплуатацию рабочей силы, мошенничество, вымогательство.
Незадолго до своего ареста Ибадоглу планировал опубликовать исследование о расходах Азербайджана в Нагорно-Карабахе и вокруг него. Исследование должно было включать бизнес Алиева, а также бизнес азербайджанских элит в Нагорном Карабахе.
Ибадоглу также стремился раскрыть обширную имущественную империю семьи Алиевых в Лондоне, о которой он снимал видео на своем YouTube-канале. Есть предположение, что серия статей Губада Ибадоглу о коррупции и растрате в Нагорном-Карабахе и его выступления на «BİZ.tv» также сыграли роль в его аресте.

### Журналистика

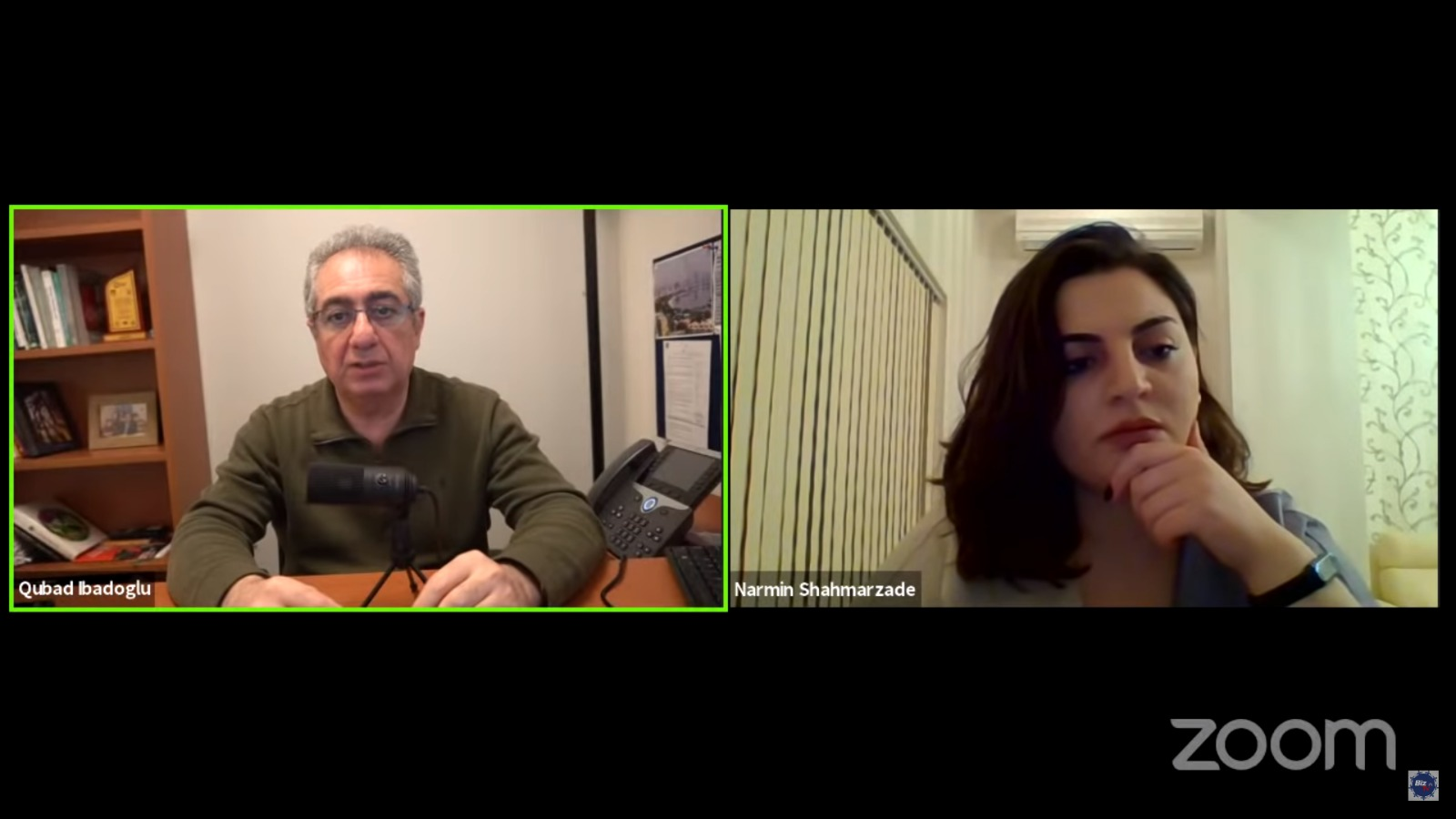
Шоу доктора Губада с феминисткой-активисткой Нармин Шахмарзаде на тему «Почему слабая общественная реакция и гражданская активность?»

С 1995 по 1999 год Губад Ибадоглу являлся главным редактором газеты «Ekonomiks», с января 2000 по январь 2015 года являлся главным редактором научно-экономического журнала «Ekspert». Он также являлся главным редактором и руководителем отдела экономики газет «Манат+» и «Миллет» («Нация»). После репрессий в отношении НПО журнал «Ekspert» также был закрыт, как и многие другие издания.
До своего ареста Ибадоглу вёл ежедневные программы по экономике и политике на YouTube-канале «BIZ TV». Ибадоглу проводил ежедневные обзоры и шоу, разъясняя различные аспекты экономики и политики в Азербайджане, а также интервьюировал гостей на эти темы. Среди недавних тем, затронутых на BIZ TV, были коррупция в Нагорном Карабахе, условия содержания Бахтияра Гаджиева, война на Украине, усиление репрессий в Азербайджанна, а также политические, социальные и экономические права.

### Общественные инициативы
В июне 2023 года Ибадоглу в Великобритании совместно с двумя другими оппозиционными политиками из Азербайджана, Джамилом Гасанли и Арифом Мамедовым основал Азербайджанский фонд образования молодёжи с целью поддержки высшего образования молодых азербайджанцев, способствования их поступлению в университеты за границей и формированию нового поколения профессионалов для будущего Азербайджана. Он заявил на своей странице в Facebook, что фонд будет финансироваться из пожертвований, а также из зарубежного имущества, конфискованного у коррумпированных азербайджанских элит за границей.

### Участие в политике
Ибадоглу является председателем Движения за демократию и процветание Азербайджана, созданного в 2014 году на основе идей социал-демократии. Движению шесть раз произвольно отказывали в государственной регистрации как политической партии. Движение проводит разработку программ социального обеспечения и требует улучшения политики в социальной сфере. Это относительно небольшая организация, ориентированная исключительно на вопросы социального обеспечения. Движение не участвовало в выборах и не имело политических амбиций.
Губад Ибадоглу в последние годы в основном жил в изгнании. Ездил в Азербайджан в основном для посещения пожилой матери.

## Арест
23 июля 2023 года около 13:00 Губад Ибадоглу и его жена, Ирада Байрамова были остановлены 4-6 гражданскими автомобилями. Автомобили окружили машину Ибадоглу, вынудив её попасть в дорожное происшествие, столкнув сзади и спереди. Из автомобилей вышли около 20 человек в гражданской одежде, вынудив Губада и Ираду выйти из своего автомобиля. Нападавшие начали их избивать, что привело к тяжелым ушибам на их телах. Нападавшие также ударили Ираду по голове. В результате у Ирады были синяки по всему телу и сотрясение мозга. Она страдает от посттравматического стрессового расстройства. Байрамова была прижата к полу восемью полицейскими.
Губада избили, когда он находился под стражей в отделении полиции. Более того, оперативники, задержавшие его, продолжали его оскорблять. Адвокату не разрешали осматривать его тело на наличие следов пыток. Губад и Ирада были доставлены в Главное Управления по борьбе с организованной преступностью. Их поместили в разные комнаты для допроса и адвокат Ибадоглу не могла получить доступ к своему клиенту до 17.00 23 июля.
Министерство внутренних дел заявило, что Ирада Байрамова не была задержана и не была вместе с Губадом Ибадоглу в момент задержания. Ирада Байрамова подала жалобу на пытки, которые ей нанесли, и дала интервью, в котором продемонстрировала свои травмы.
Губаду во время обыска и конфискации[уточнить] не были предъявлены обвинения. После задержания он был оформлен как свидетель, и в результате у него не было положенной юридической защиты.
На следующий день после обыска Губаду Ибадоглу было предъявлено первое обвинение. На следующий день обвинение было ужесточено путем добавления отягчающего обстоятельства, и статья обвинения была изменена на 204.3.1: «подготовка, приобретение или продажа поддельных денег или ценных бумаг организованной группой», с максимальным сроком заключения до двенадцати лет тюрьмы.

24 июля 2023 года Наримановский районный суд г. Баку принял решение о применении меры пресечения в виде заключения под стражу сроком в 3 месяца и 26 дней, и его отправили в изолятор. Решение районного суда о заключении под стражу было принято без объяснения причин для выбора этой меры пресечения.

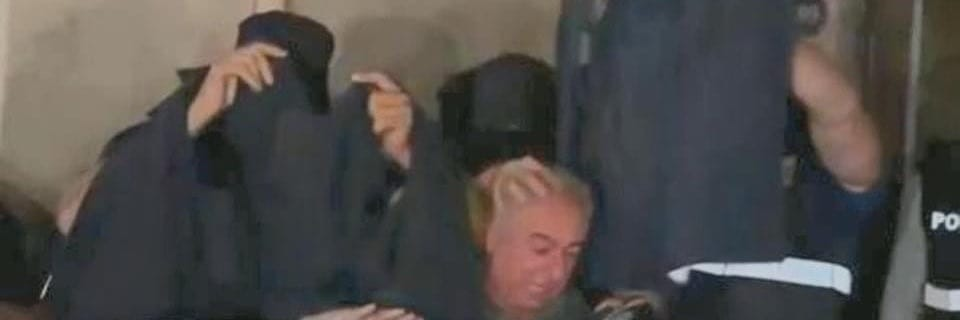
Арест доктора Губада Ибадоглу после незаконного обыска его офиса. На сентябрь 2023 года это его последнее фото.

 Согласно заявлениям защиты Ибадоглу, полиция подложила 40 000 долларов США в его бывший офис, а обыск был проведен незаконно. Это место использовалось им в качестве офиса Центра экономических исследований восемь лет назад. Офис больше не использовался, так как Ибадоглу проживал за пределами Азербайджана в течение 8 лет, и квартира, в которой располагался офис, ему не принадлежала. Утром 23 июля 2023 года текущий управляющий офисом попытался войти, но обнаружил, что замки были заменены. При транспортировке Ибадоглу из офиса в полицейскую машину, полиция накрыла его голову чёрным покрывалом. Ибадоглу заявил, что его арест был лично санкционирован президентом Ильхамом Алиевым.

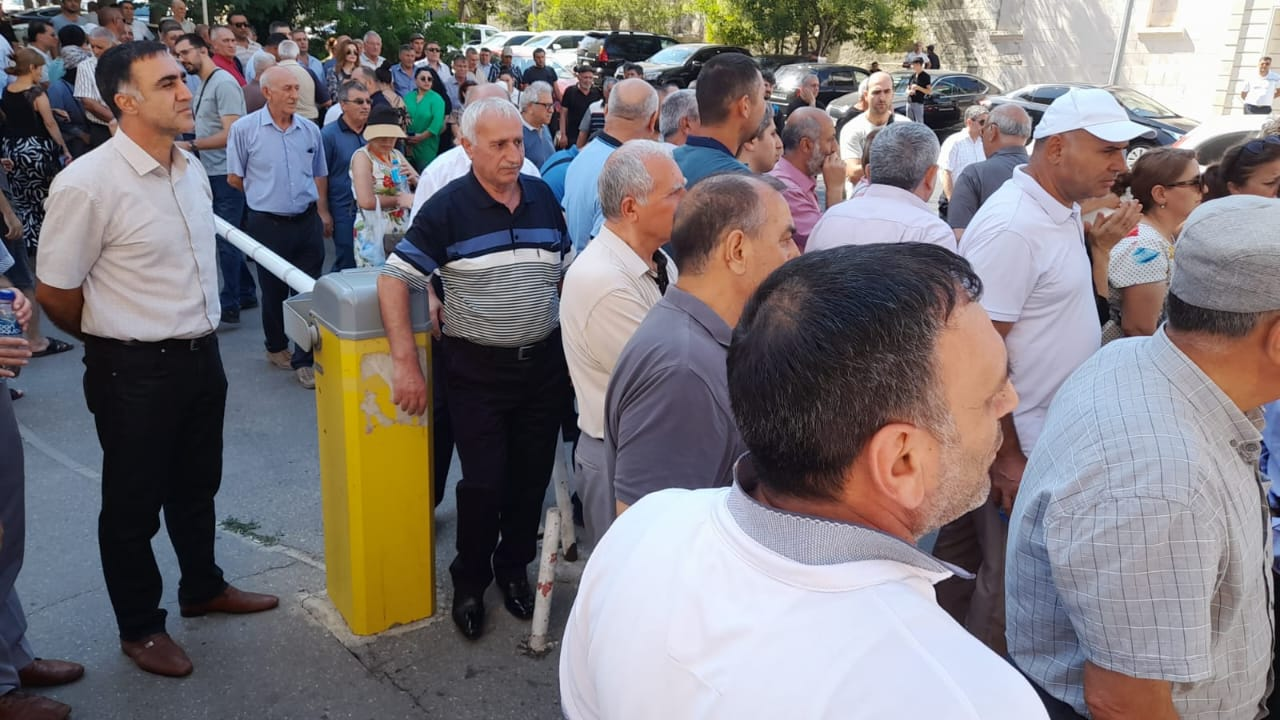
На каждом судебном заседании, касающемся доктора Губада, люди собирались перед зданием суда в знак поддержки.

25 августа, после того, как множество сенаторов и конгрессменов выразили поддержку Ибадоглу, с целью снижения международной поддержки, ему было предъявлено обвинение по статье 167-3.1 («Производство, хранение или распространение религиозно-экстремистских материалов»). Дочь Ибадоглу, Жаля Байрамова, и его адвокаты заявили, что, в офисе были найдены PDF-версии порядка 50 книг Фетхуллаха Гюлена. Книги находились на CD-дисках и в компьютерах. Ни один из компьютеров, в которых были найдены файлы, не принадлежал Ибадоглу, и никогда им не использовался, а изъятые документы и книги не были отражены в протоколе. Согласно защите, прокуратура самостоятельно добавила материалы Гюлена к делопроизводству. Обвинения, связанные с Гюленом и исламским экстремизмом, использовались для снижения международной поддержки кампании по его освобождению, в то время как его атеизм и поддержка ЛГБТ использовались для уменьшения его поддержки в Азербайджане.
Во время обысков дома в поисках улик для обвинения, полиция нашла коллекцию вина и крепкого алкоголя принадлежащего Ибадаголу, но не добавила это в протокол обыска. Министерство внутренних дел Азербайджана сообщило СМИ, что на Ибадоглу был сделан донос со стороны Анара Алиева, одного из четырёх ранее задержанных, в котором говорилось что Ибадоглу является членом ФЕТО. Ибадоглу утверждает, что у него нет связей с ФЕТÖ или какой-либо иной религиозной группой, и он не является верующим или религиозным человеком.
Согласно информации Washington Post, настоящей причиной его задержания, скорее всего, являются события июня 2023 года, когда он помог создать Азербайджанский образовательный молодёжный фонд в Великобритании, направленный на подготовку нового поколения азербайджанских специалистов. Многие критики разделяют это мнение. Эксперт по вопросам образования Рашад Алиев выразил мнение, что эта проблема — сокровища, вывезенные из страны, и их сохранность — является самой чувствительной и табуированной темой для правительства, и что намерение Ибадоглу работать над конфискацией этих средств было единственной причиной его ареста.

### Проблемы со здоровьем и издевательства в заключении
Здоровье Губада Ибадоглу в тюрьме стремительно ухудшалось. Ему отказывали в доступе к медицинской помощи, несмотря на серьёзное заболевание сердца. Согласно «Archway Medical Center», у Ибадоглу есть риск сердечных заболеваний, болезней почек, инсульта и болезней периферических вен. По словам его семьи, у Ибадоглу было расширение аорты до 4,1 мм, что означает повышенный риск разрыва основного кровеносного сосуда. У него образовался осадок в желчном пузыре, была выявлена гипертрофия и диастолическая дисфункция левого желудочка сердца, отек щитовидной железы (зоб), колебания артериального давления и уровня сахара в крови. За первую неделю в заключении он потерял 10 кг, и 15 кг менее, чем за месяц.
Брат Ибадоглу, Галиб Байрамов заявил, что Губад подвергался пыткам в изоляторе, что ухудшало его состояние. Свет в его камере не выключался ночью, и поэтому ему не удавалось спать должным образом, что усугубляло его заболевания: уровень сахара в крови не снижался, артериальное давление не падало, пульс оставался высоким. Нервное напряжение, вызванное арестом и трансграничной агрессией, привело к ухудшению состояния его щитовидной железы, почек и других внутренних органов, а также к ухудшению зрения в левом глазе. Ибадоглу находился в переполненной, плохо вентилируемой камере, что усугубляло проблемы с артериальным давлением и представляло серьёзные риски для человека с аневризмой аорты. Повышение уровня сахара в крови, о котором было сообщено медицинским персоналом тюрьмы, вызвало неблагоприятные изменения в почках, усугублённые нарушением зрения. Факторы, такие как его психическое состояние, бездействие, антисанитарные условия и постоянное психологическое давление, мешали улучшению его состояния здоровья.
Он чувствовал, что его сокамерники, которые осуждены за тяжкие преступления, шпионили за ним, оставляя его изолированным и лишая возможности обращаться за помощью по своим базовым потребностям. С Губадом в заключении обращались хуже, чем с другими сокамерниками. В камере не было естественных источников света, питьевой воды и вентиляции.
Тюремный центр отказывался предоставлять ему лекарства, поэтому семье Ибадоглу приходилось находить нестандартные способы доставки необходимых медикаментов. Родственники Ибадоглу также утверждают, что чистая вода, еда и средства для уборки либо не были разрешены, либо были ограничены для него квотой по весу.
Адвокат Губада Ибадоглу направил 21 запрос в Министерство юстиции, чтобы получить медицинские документы, связанные с результатами обследования его клиента. Однако результаты его обследований и анализов долгое время не были предоставлены адвокату. Запросы адвоката либо отклонялись, либо вообще не получали ответа. Медицинские документы, подготовленные для представления в Европейский суд по правам человека, были подделаны и переданы адвокату только после того, как ЕСПЧ вынес решение в пользу реализации временных мер.
Согласно информации openDemocracy, это известная тактика, применяемая правительством Азербайджана. Политических заключенных, таких как Ибадоглу, выпускают в таком состоянии здоровья, что у них не остается способности критиковать правительство.
Офису Международного комитета Красного Креста в Баку было трижды отказано в возможности провести осмотр и обследование Ибадоглу в учреждении для заключенных. Комитет обратился напрямую к Управлению исполнения наказаний.
Европейский Суд по правам человека в соответствии с положением 39 правил суда принял временные срочные меры в связи с быстро ухудшающимся состоянием здоровья Ибадоглу. ЕСПЧ предписал правительству Азербайджана принять срочные меры для обеспечения защиты здоровья Ибадоглу и уведомить Страсбургский суд о текущей ситуации.
Администрацией СИЗО был отобран у Ибадоглу список телефонов его адвокатов, хотя обвиняемый имеет право в любое время обращаться к адвокатам. Ибадоглу сообщили, что ему запрещена доставка документов, включая ответ правительства Азербайджана ЕСПЧ, писем и книг.

### Реакции

#### Первичные реакции
Human Rights Watch заявила, что «арест Ибадоглу ясно вписывается в долгосрочный шаблон предъявления сомнительных обвинений критикам правительства в Азербайджане». Государственный департамент США заявил, что «внимательно следит» за арестом Ибадоглу. Спикер ЕС Набила Массрали в Twitter заявила, что «ЕС внимательно следит за развитием событий, связанных с арестом известного ученого и активиста Губада Ибадоглу. Мы призываем [Азербайджан] обеспечить ему доступ к лекарствам, немедленно освободить его и уважать его права, включая право на справедливое судебное разбирательство». Посольства Великобритании, Франции, США и Германии сделали совместное заявление вскоре после ареста, призывая уважать права Ибадоглу, обеспечить доступ к лекарствам и справедливому судебному процессу. Член Европейского Парламента Виола фон Крамон заявила в Twitter: «Алиев жестоко преследует любой критический голос в Азербайджане, который раскрывает коррупцию режима. Губад Ибадоглу — его последняя жертва. Его арестовали по ложным обвинениям, его избили, отказали в медицинской помощи. Этот режим не является доверенным партнером ЕС».
Бывший посол США в Азербайджане Ричард Козларич заявил, что Соединённые Штаты должны взять на себя роль лидера в демонстрации последствий за систематические нарушения прав человека и применить санкции к азербайджанским должностным лицам, ответственным за незаконный арест и продолжительное заключение Ибадоглу.

#### Соединённые Штаты
Конгрессмены США Билл Китинг, Том Кин и Джерри Коннолли сделали совместное заявление, призывая азербайджанское правительство уважать его права, обеспечить доступ к лекарствам и справедливому судебному разбирательству для Ибадоглу, ссылаясь на его состояние здоровья. Конгрессмен США Фрэнк Паллон также сделал заявление, призывая Государственный департамент США обеспечить освобождение Губада Ибадоглу.
Сенаторы США Марко Рубио и Бен Кардин потребовали немедленного освобождения Ибадоглу, указывая на необоснованные уголовные обвинения и отсутствие медицинской помощи Губаду Ибадоглу. Сенатор США Боб Менендес сделал заявление от Комитета Сената по иностранным делам, призывая освободить Губада Ибадоглу. Сенатор США Крис Ван Холлен призвал «давить на президента Алиева, чтобы прекратить преследование политических диссидентов и освободить политических заключенных, таких как экономист Губад Ибадоглу, а также прекратить блокаду Нагорного Карабаха». 14 сентября 2023 года сенаторы Бен Кардин и Тим Кейн вынесли дело Ибадоглу на слушание Комитета Сената по иностранным делам.
14 сентября 2023 года Государственный департамент США сделал заявление, призывающее правительство Азербайджана немедленно освободить Губада Ибадоглу.

#### Великобритания
Джереми Корбин заявил во время обсуждения в парламенте Великобритании: «[Доктор Губад Ибадоглу] — выдающийся академик, гордящийся академической независимостью и объективностью своей работы и исследований. Его никто не сможет запугать в отношении того, что он пишет и как он это пишет. В данный момент он находится в сложной ситуации, и я был бы благодарен, если бы министр мог заверить нас, что британское правительство сделает все возможное, чтобы обеспечить ему медицинскую помощь и внимание, которые ему необходимы, а также обеспечить его право заниматься своей профессией и жить в мире».

#### Европа
Немецкие депутаты Кассем Тахер Салех и Робин Вагнер выразили поддержку его освобождению.
Раппортёр Парламентской ассамблеи Совета Европы (ПАСЕ) призвал азербайджанское правительство «отказаться от политически мотивированных обвинений и обеспечить его немедленное освобождение». Комитет Европейского парламента по вопросам иностранных дел и Управление Верховного комиссара ООН по правам человека также сделали заявление, призывая к его немедленному освобождению.
14 сентября 2023 года Европейский парламент принял резолюцию (голосование: 539 «за», 6 «против» и 24 «воздержавшихся»), требуя «немедленного и безусловного освобождения» Губада Ибадоглу и призывая к «введению санкций ЕС в рамках Режима санкций ЕС в области прав человека против азербайджанских чиновников, совершивших серьёзные нарушения прав человека».

#### Азербайджан
Гражданское общество, активисты и оппозиционные политики Азербайджана осудили преследование властями Ибадоглу. «Уголовное преследование Губада Ибадоглу имеет политический характер», — сказал Руфат Сафаров, директор правозащитной организации «Линия защиты». Председатель Партии Народного Фронта Азербайджана (ПНФА) Али Керимли также считает арест известного политика и ученого Ибадоглу «актом политической репрессии». Джамиль Гасанли, председатель Национального совета демократических сил, назвал арест Ибадоглу «позорным шагом режима». Различные активисты феминистского движения и ЛГБТQIA+ также осудили арест Ибадоглу и считают его политически мотивированным. 6 августа 2023 года в Страсбурге на центральной площади Клебер азербайджанские просители убежища провели акцию протеста, требуя освобождения Ибадоглу. Большая группа представителей творческой и научной интеллигенции, гражданского общества, средств массовой информации и правового сообщества Азербайджана обратилась к президенту Ильхаму Алиеву с просьбой о помощи в освобождении Ибадоглу.
Общественный совет талышей Азербайджана решительно осудил арест Ибадоглу.

#### Другие реакции
Amnesty International начала «срочное действие», требуя освобождения Ибадоглу, ссылаясь на ухудшение его здоровья и жуткие условия его камеры. «Он содержится в небольшой камере с пятью другими мужчинами, полагаясь на воду из крана, которую небезопасно пить, и тюремную еду, не приспособленную к диабету и другим его заболеваниям. Его медицинские состояния включают сердечную болезнь, диабет второго типа, болезни почек, расширение яремной вены, язву желудка и сильную боль в пояснице, и его состояние здоровья быстро ухудшается. Ему дают лекарства по нерегулярному графику, что увеличивает риск инсульта и развития других сердечных заболеваний и иных угрожающих жизни состояний» — отметила в своем заявлении Международная амнистия.
Всемирная организация против пыток призвала уважать его права, указывая на ухудшение его здоровья, условия в камере и препятствия, с которыми столкнулся Губад Ибадоглу в доступе к своему адвокату.
Множество неправительственных организаций и международных организаций выразили требование освободить Губада Ибадоглу, включая Фонд защиты прав человека, Публикуйте то, за что вы платите,, Всемирное движение за демократию, Natural Resource Governance Institute, Institute for Reporters' Freedom and Safety, Scholars at Risk, Norwegian Helsinki Committee, Freedom Now, Extractive Industries Transparency Initiative, Консорциум New University in Exile, Форум гражданского общества Партнерства Восточного партнерства, Crude Accountability, Rights to All, Amnesty Germany, IPRF, Amnesty Hungary, Freie Universität Berlin, и Southern Africa Resource Watch.
Политические эмигранты в Германии начали 10-дневную акцию перед Министерством иностранных дел Германии в поддержку освобождения Губада Ибадоглу и политических заключенных в Азербайджане. Акция началась 20 августа 2023 года.
В ответ на его арест были опубликованы дополнительные заявления от учебных заведений. Среди прочих, Центр славянских, евразийских и восточноевропейских исследований (CSEEES) при Университете Северной Каролины призвал власти Азербайджана освободить Ибадоглу.
Ректор Технического университета Дрездена, где Ибадоглу должен был начать работу осенью 2023 года, направил письмо президенту Ильхаму Алиеву относительно ареста Ибадоглу, и призвал к его освобождению из-под стражи.

### Кампания ко дню рождения: «52-й день рождения в 52 городах»

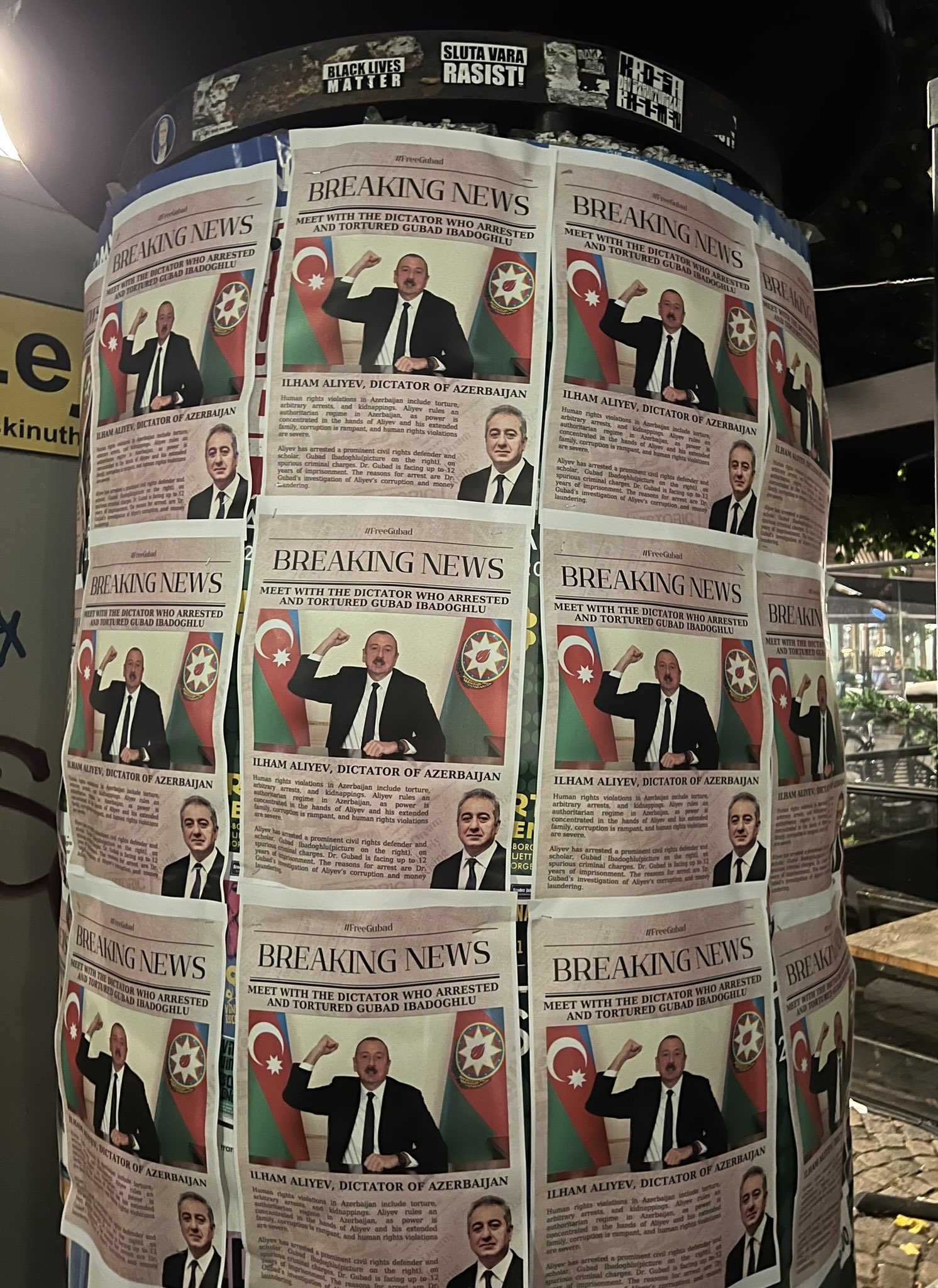
Кампания ко дню рождения в Швеции. Плакаты с изображением Ильхама Алиева, президента Азербайджана.

К 12 сентября 2023 года Ибадоглу провел 52 дня под стражей, и этот день совпал с его 52-м днем рождения. Кампанию ко дню рождения организовала его семья в 52 городах по всему миру. Кампания началась в Восточном Тиморе и продолжилась по всему миру в более, чем 50 странах. Кампания вызвала резонанс в мире.

12 сентября 2023 года группа азербайджанских политических эмигрантов провела пикет в Страсбурге, Франция, требуя освобождения Ибадоглу. Политические эмигранты в тюрьме отметили его 52-й день рождения. Протесты «52 акции в 52 городах», организованные в честь дня рождения экономиста Губада Ибадоглу, находившегося на тот момент под стражей, прошли в Берлине перед зданием Бундестага.

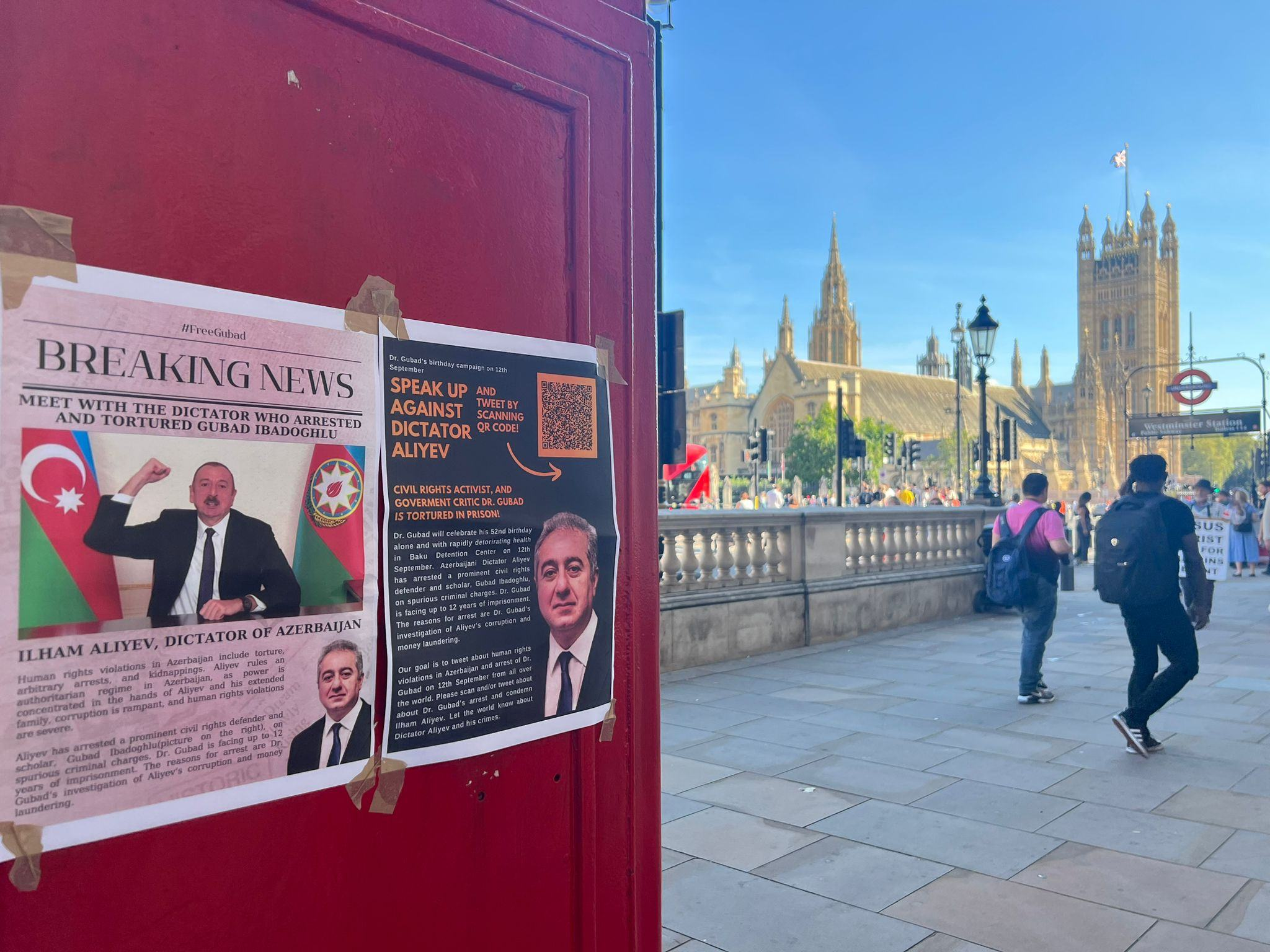
Плакаты кампании ко дню рождения в Лондоне

Организации Human Rights Watch, Crude Accountability, Publish What You Pay, Норвежский комитет Хельсинки, Институт управления природными ресурсами, Off-University, Национальное учреждение по демократии, Гражданский Контроль в Казахстане, Nash Vek в Кыргызстане, New University in Exile, персонал LSE, и People In Need опубликовали заявления в поддержку этой кампании.
Amnesty International поддержала кампанию ко дню рождения, и также сделали многие её региональные отделения. В этот день Amnesty Sweden, Amnesty Hungary и Amnesty Venezuela опубликовали статьи об Ибадоглу.
Freedom Now, Crude Accountability и Amnesty USA устроили акцию у Белого дома в поддержку Ибадоглу и требовали его освобождения.

## Изменение меры пресечения
22 апреля 2024 года Ибадоглу была изменена мера пресечения с ареста на домашний арест.

## Гранты
- Ludovika Fellowship Program, 2022[202][203]
- Institute for International Education/Scholar Rescue Fond (IIE/SRF), 2017, the Visiting researcher at Institute for Advanced Study, Princeton, NJ, USA, October 2, 2017- April 2, 2018[204]
- Fulbright Scholar, the visiting professor at Duke University, Durham, USA, September 2015- March 2016[205]
- Reagan-Fascell Democracy Fellowship Program, NED, Washington DC, USA, March-August 2015[206]
- Junior Faculty Development Program (JFDP), ACCELS, the University of North Carolina at Chapel Hill, NC, USA, December 2008 — May 2015[178]
- Institute for International Education/Scholar Rescue Fond (IIE/SRF), Central European University, Budapest, Hungary, January — June 2005[1]
- Black Sea Fellowship Program awarded by OSI East — East: Partnership Beyond Borders Program with cooperation Bulgarian Centre for Not-for-Profit Law, Sofia, Bulgaria, July- August 2009[1]
- Civil Society Scholar Award by Open Society Fund, December 2018 — March 2019[1]
- Prague Civil Society Centre’s Fellowship Program, June- August 2018[1]
- Jozef Mianowski foundation for promoting science, Polish Academy of Science and Arts, Warsaw December 2000 — June 2001[1]

## Личная жизнь
Губад Ибадоглу женат на Ираде Байрамовой и у них трое детей: Жала Байрамова, Ибад Байрамов и Эмин Байрамлы.